# 卵黄素
卵黄素 (英語：Vitellin、ビテリン)は、卵黄中のタンパク質で、リンタンパク質である。多くの卵黄タンパク質の主成分の一般名称である。肝臓で生産され、血流を介して卵巣に蓄積される。
ビテリンは水に不溶で食塩の稀薄溶液にとける。

## ビテリン膜
ビテリン膜（英：Vitelline membrane、卵黄膜）